# برد نهایی
برد نهایی عبارت است از حداکثر مسافتی که یک سلاح می‌تواند گلوله یا هر نوع پرتابهٔ دیگرِ خود را شلیک کند. هرچند این برد نشان‌دهندهٔ حداکثر توان آن سلاح است، اما در این مسافت، سلاح دقت عمل مناسب در هدف‌گیری و تخریب را ندارد، بلکه حداکثر برد و دقت عمل در نشانه‌روی سلاح در برد مؤثر آن است که معمولاً بسیار کمتر از برد نهایی است. به‌عنوان مثال، اسلحهٔ کلاشنیکف (AK47) دارای برد مؤثری در حدود ۸۰۰ تا ۱۰۰۰ متر و برد نهایی در حدود ۲۰۰۰ متر است.